# Феномен присвоения
Фено́мен присвое́ния — психопатологический симптом, проявляющийся в расстройстве мышления и нарушении восприятия личности, при котором больной относит к себе внешние процессы окружающего мира, придавая им особый, символический смысл. Термин введен в 1936 году В. И. Аккерманом, который рассматривал этот феномен как одно из основных проявлений механизмов бредообразования. В дальнейшем эта теория развивалась такими исследователями, как Г. С. Лэнгфелд, М. Блейлер, А. А. Меграбян и другими.
В качестве примера феномена присвоения, в одной из своих работ, К. Ясперс приводит Ш. Бодлера, который после курения гашиша воспринимал курение сигареты как «курение самого себя». Другой пример приводит И. С. Сумбаев: пациент видит реку и ощущает её течение «внутри» себя, включая реку в структуру собственной личности.
Феномен присвоения наблюдается в рамках бредообразования при шизофрении.
Полярным по отношению к феномену присвоения является феномен отчуждения.